# Кинг, Джон (писатель)
Джон Кинг (англ. John King, род. в 1960 году в Слау, графство Беркшир, Великобритания) — английский писатель, пишущий о футбольных хулиганах, представителях субкультур и социальных низов современной Британии.

## Биография
Родился в 1960 году в городе Слау, графство Беркшир. В 16 лет покинул школу, некоторое время посещал технический колледж. Был футбольным фанатом, до сих пор болеет за клуб «Челси». Увлекся музыкой: и по сей день сохранил любовь к рок-н-роллу, панку, ска, рокабилли и регги. Сменил ряд занятий: был рабочим на складе, маляром, на протяжении двух лет — редактором журнала. Работая на складе, свободное время стал посвящать чтению. Полюбил книги Джорджа Оруэлла (которого особо выделяет), Олдоса Хаксли, Чарльза Буковски, Хьюберта Селби-младшего, Джона Фанте, Джека Керуака и др. Тогда же впервые задумался о том, чтобы что-либо написать самому. Оставшись на некоторое время без работы, занялся путешествиями по миру, вернулся в Британию в возрасте тридцати лет. В 1996 году вышла первая книга писателя — «Фабрика футбола», ставшая первой частью трилогии, принесшей ему славу; двумя следующими частями стали «Охотники за головами» и «Англия на выезде». Следующие книги автора закрепили его успех. В 2004 году по роману Кинга «Фабрика футбола» был снят одноименный фильм, в российском прокате также известный как «Фанаты». Сценарий фильма был создан самим писателем.
Перед выпуском романа ранняя версия главы «Миллуолл в гостях» появилась в Rebel Inc. В этом журнале также публиковались ранние произведения Ирвина Уэлша и Алана Уорнера, и все трое впоследствии присоединились к издательству Джонатана Кейпа.
В 2016 году Кинг опубликовал свой восьмой роман «Либеральная политика Адольфа Гитлера», действие которого происходит на пятьдесят лет вперёд.
Новый роман London Country должен быть опубликован в 2023 году.
Особо выделяет факт своего происхождения из рабочего класса. Скептически относится к капиталистическому обществу и Евросоюзу. С 1986 года является вегетарианцем, выступает в защиту прав животных.